# Richard Garriott

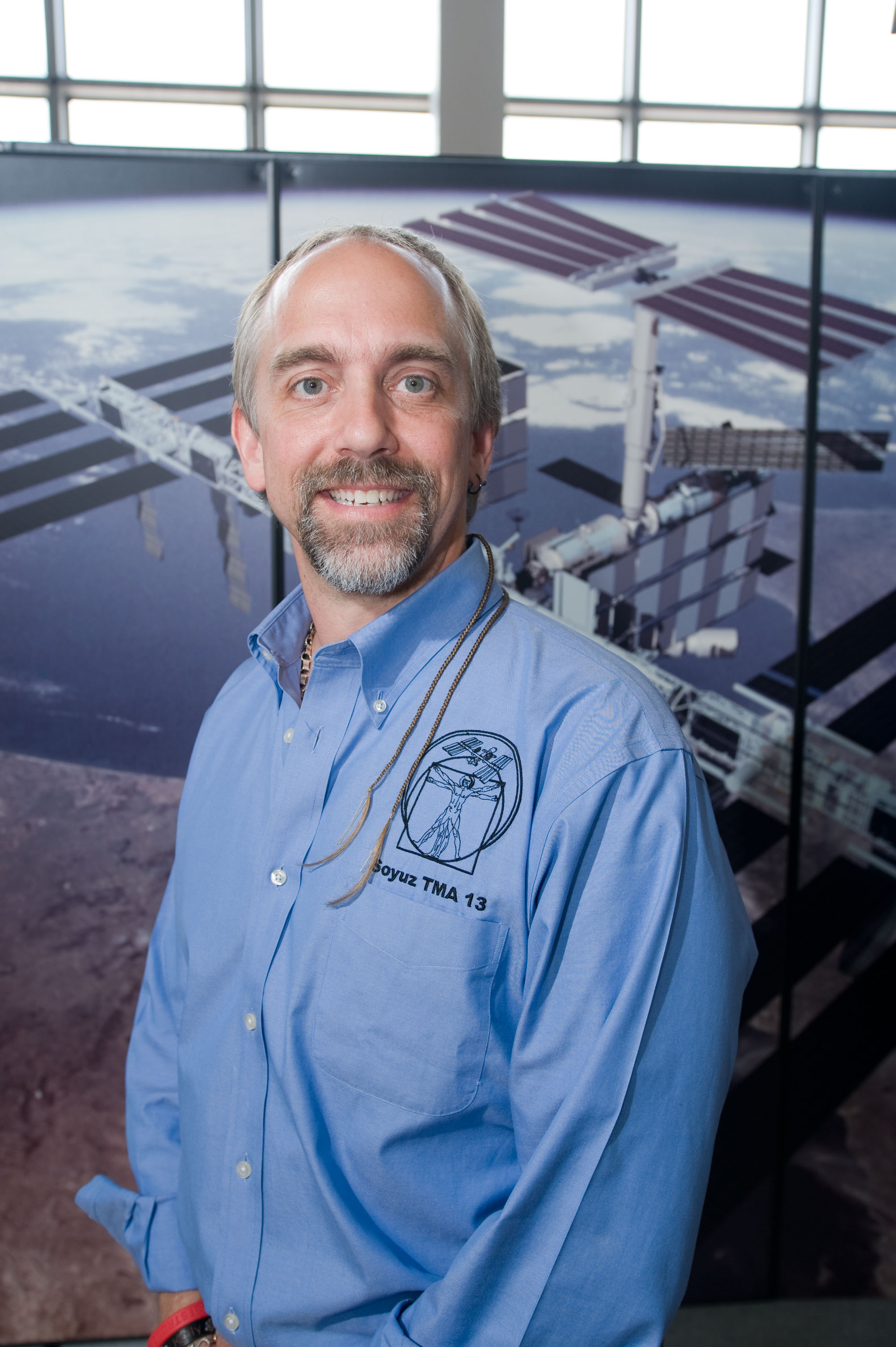
Richard Garriott (2008)

Richard Allen Garriott, pseud. „Lord British” (ur. 4 lipca 1961 w Cambridge) – amerykański twórca, projektant i programista gier komputerowych, m.in.  serii Ultima. Syn amerykańskiego naukowca i astronauty Owena Garriotta.
Garriott jest szóstym turystą kosmicznym. Za możliwość lotu kosmicznego zapłacił ponad 30 milionów dolarów.
Start statku kosmicznego Sojuz TMA-13 odbył się 12 października 2008 z kosmodromu Bajkonur w Kazachstanie. Kosmicznemu turyście towarzyszyli Amerykanin Edward Fincke i Rosjanin Jurij Łonczakow – członkowie 18 ekspedycji. Na Międzynarodową Stację Kosmiczną (ISS) przybył wraz z resztą załogi 14 października. Na Ziemię powrócił 24 października 2008, w kapsule Sojuza TMA-12 razem z dwoma członkami 17 ekspedycji: Siergiejem Wołkowem oraz Olegiem Kononienką. 
Spędził w kosmosie 11 dni, 20 godzin, 35 minut i 17 sekund.
Stowarzyszenie Uczestników Lotów Kosmicznych (Association of Space Explorers) przyznało mu Universal Astronaut Insignia za lot orbitalny (nr 483).